# Braunsapis apicalis
Braunsapis apicalis är en biart som beskrevs av Reyes 1991. Braunsapis apicalis ingår i släktet Braunsapis och familjen långtungebin. Inga underarter finns listade.